# Bourgogne
Bourgogne – miejscowość i dawna gmina we Francji, w regionie Grand Est, w departamencie Marna. W 2013 roku populacja gminy wynosiła 1011 mieszkańców. 
W dniu 1 stycznia 2017 roku z połączenia dwóch ówczesnych gmin – Bourgogne oraz Fresne-lès-Reims – utworzono nową gminę Bourgogne-Fresne. Siedzibą gminy została miejscowość Bourgogne. 